# Rosario Garza Sada
Rosario Garza Sada (14 de marzo de 1893 - 5 de diciembre de 1994) fue una promotora del arte y filántropa mexicana, hija del empresario Isaac Garza Garza y hermana del empresario Eugenio Garza Sada (fundador del Tec de Monterrey), conocida por ser la fundadora de la Clínica y Maternidad Conchita y Arte, A.C., una escuela de diseño y asociación cultural que brinda apoyo a los artistas del norte de México.

## Biografía
Rosario nació en Monterrey, Nuevo León, el 14 de marzo de 1893 y sus padres fueron Isaac Garza Garza y Consuelo Sada. Contrajo matrimonio con Adolfo Zambrano y tuvieron dos hijos, Francisco y Cecilia.
El 8 de diciembre de 1938, fundó la Casa de Cuna Conchita, con el objetivo de ayudar a madres con problemas económicos y falta de un hogar para sus hijos. El nombre de la casa de cuna está dedicado a la memoria de María Concepción, una niña que Rosario adoptó, después de que la abandonaron en la puerta de su casa, y que falleció a los diez meses de nacida. Al mismo tiempo crea la Clínica y Maternidad Conchita, que fue la primera en su tipo en la región noreste de México. En 1947, fundó dentro de la misma maternidad la Escuela de Enfermería y Obstetricia incorporada a la UNAM.
Su afición a las artes la llevó a establecer Arte, A.C. en 1955, una organización que promueve las manifestaciones artísticas y que también es escuela de arte, y Acción Cultural y Social de Monterrey A.C. en 1961. Su apoyo evitó la demolición de la Capilla de los Dulces Nombres mientras se construía la Macroplaza. Donó a la empresa Femsa la obra pictórica conocida como El Maizal, creación del pintor mexicano Dr. Atl, el cuadro se convirtió en la primera obra de las más de 1200 que forman parte de la Colección Femsa.
Rosario falleció el 5 de diciembre de 1994 a consecuencia de una afección cardíaca.

## Reconocimientos
En 1986, el entonces presidente de México, Miguel de la Madrid Hurtado, le otorgó la Medalla de Reconocimiento al Mérito Cívico. El 13 de julio de 1989, fue la primera persona en recibir la Medalla al Mérito Cívico del Consejo de las Instituciones de Nuevo León (CINLAC), por su trayectoria humanitaria de más de medio siglo.